# Копальні Фіфілд
Копальні Фіфілд — колишні гірничодобувні майданчики на південному сході Австралії.
Розробка покладів магнезіальної сировини в районі Фіфілд почалась у 1909 році, коли видобули 81 тонну руди, з якої отримали 37 тонн кальцинованої магнезії. Первісно роботи провадили сім дрібних шахтарських артілей, а в 1913-му заснували Fifield Magnesite and Refractory Company (FMRC), що почала скуповувати гірничі ліцензії та в підсумку стала домінувати у Фіфілді (втім, станом на 1917 рік ще діяли компанії Fifield Magnesite Mining Company та Forbes Magnesite Company). Розробка велась відкритим способом, а готову продукцію вивозили гужовим транспортом до розташованої за два з половиною десятки кілометрів залізниці (як наслідок, щонайменше до кінця 1910-х це створювало сильні проблеми з вивезенням у період дощів).
З 1915-го головним споживачем став металургійний комбінат у Ньюкаслі, який використовував вогнетривку магнезіальну сировину для своїх мартенів. У 1921-му власник комбінату компанія Broken Hill Proprietary (BHP) також придбала гірничу ліцензію у Фіфілді і стала розвивати тут свою копальню, яка станом на початок 1930-х випередила за обсягами підприємство FMRC. Відомо, що в середині 1930-х сукупний видобуток обох компаній вже перевищував 10 тисяч тонн магнезитової руди на рік.
У другій половині 1930-х комбінат у Ньюкаслі наростив свою потужність майже удвічі та став на якийсь час найбільшим металургійним комбінатом Британської імперії (крім того, в 1935-му BHP узяла під свій контроль металургійний комбінат у Порт-Кембла). Враховуючи, що в цей час запаси іншої належної BHP магнезитової копальні Аттунга підійшли до завершення, розробка покладів у Фіфілді набула особливого значення. Щоб збільшити продуктивність, у 1938 році почали використовувати екскаватор, а з 1943-го BHP поповнила обладнання копальні скреперами Le Tourneau, вантажівками та тракторами.
У 1965-му в Ньюкасі вивели з експлуатації останню з мартенівських печей основного виробництв й того ж року BHP завершила розробку своєї копальні у Фіфілді, при цьому її накопичений видобуток за три з половиною десятки років експлуатації досягнув 480 тисяч тонн магнезитової руди.
Гірнича ліцензія BHP перейшла до FMRC, яка й далі діяла та вжила заходів з модернізації, зокрема встановила конвеєри та сучасну обертову піч.
У 1977-му копальню викупила Harbison ACI Pty Ltd, що також вклала кошти у модернізацію та запустила шахтну піч (відомо, що в таких печах з простої каустичної кальцинованої магнезії виробляють вогнетривку магнезіальну сировину — мертво спалену магнезію).
У 1986-му копальня потрапила під контроль компанії Devex Ltd, яка закрила її (втім, піч і далі діяла до 1991 року).
Накопичений видобуток копалень Фіфілда оцінюється у 1,9 млн тонн.